# Томский народный университет имени П. И. Макушина
Томский народный университет имени П. И. Макушина  — общественное высшее учебное заведение в Томске, основанное в 1916 году. 

## История
В 1905 году по инициативе известного сибирского общественного деятеля П. И. Макушина было подано прошение в Томскою городскую думу и начат процесс создания в Томске народного университета, учебного заведения с вечерней формой обучения по различным отраслям научных знаний. На эти цели П. И. Макушин из своих собственных средств выделил около ста тысяч рублей.
1 мая 1911 года для народного университета было заложено здание получившее наименование «Дом науки» на Соляной площади (современный д.4). Проект здания, подготовленный томским архитектором А. Д. Крячкова, был признан победителем специально проведённого конкурса и воплощен в жизнь архитекторами А. И. Лангером и Т. Л. Фишелем. В здании имелось пятьдесят комнат, общей площадью шестисот двенадцать квадратных саженей, в их числе для университета было оборудовано восемь учебных аудиторий на девятьсот шестьдесят мест, семь кабинетов и различных помещений. 7 октября 1912 года состоялось торжественное открытие здания. На открытии университета присутствовали профессора Императорского Томского университета, один из которых П. Н. Крылов сказал: 

Каждый должен пройти университет — вот завет нашего великого учителя жизни, память которого мы недавно чествовали — Николая Ивановича Пирогова. Сегодня мы присутствуем при начале осуществления этого завета… Мы не можем удержаться, чтобы не высказать пожелание: пусть вся наша великая родина покроется свободными школами. В них залог нашей свободы, нашей культуры…
Отрицательное отношение к народным университетам со стороны чиновников, в том числе попечителя Западно-Сибирского учебного округа Л. И.  Лаврентьева и министра Л. А.  Кассо не позволяло быстро получить официальное разрешение на его открытие. 9 января 1916 года Устав народного университета был утверждён новым министром народного просвещения графом П. Н.  Игнатьевым.
30 декабря 1917 года состоялись выборы организационного собрания Попечительского совета и Хозяйственного комитета университета. Первым ректором университета был выбран профессор П. А. Прокошев. В структуре университета было создано три факультета: юридический, естественно-исторический и историко-филологический. 16 января 1918 года первая лекция для слушателей народного университета была прочитана профессором А. А. Гвоздевым, в дальнейшем лекции читали профессора Б. П. Вейнберг, В. В. Сапожников, С. И. Гессена и А. В. Угаров.
В 1921 году в связи с тяжёлым положением деятельность университета была приостановлена. 13 октября 1925 года университет вновь был открыт, на торжественном открытии присутствовал его создатель П. И. Макушин, но в конце 1925 года вновь в связи тяжёлым экономическим положением университет снова закрылся, так и не возобновив потом своей работы.